# Струга (Україна)

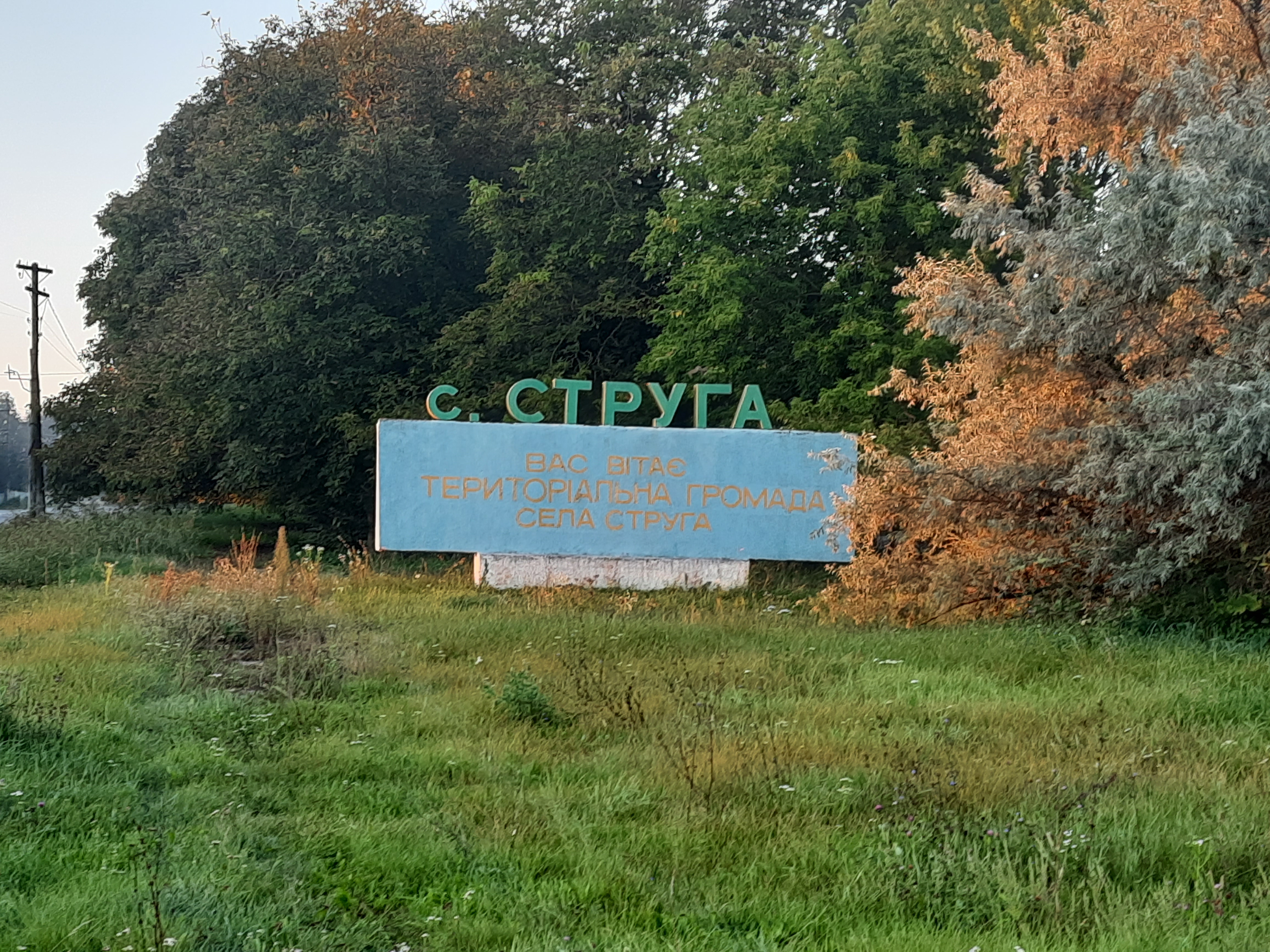
Знак при в'їзді в село

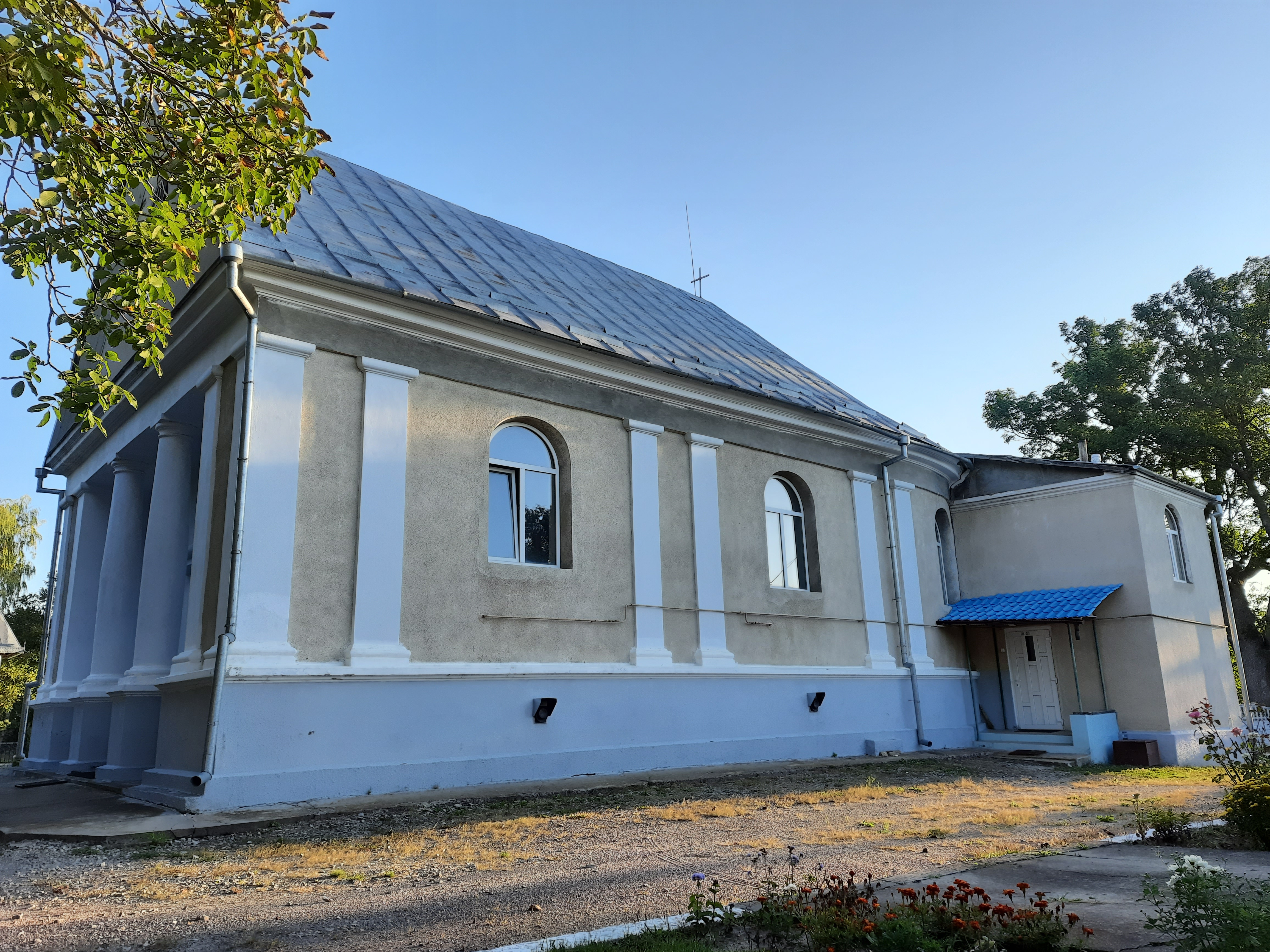
Костел

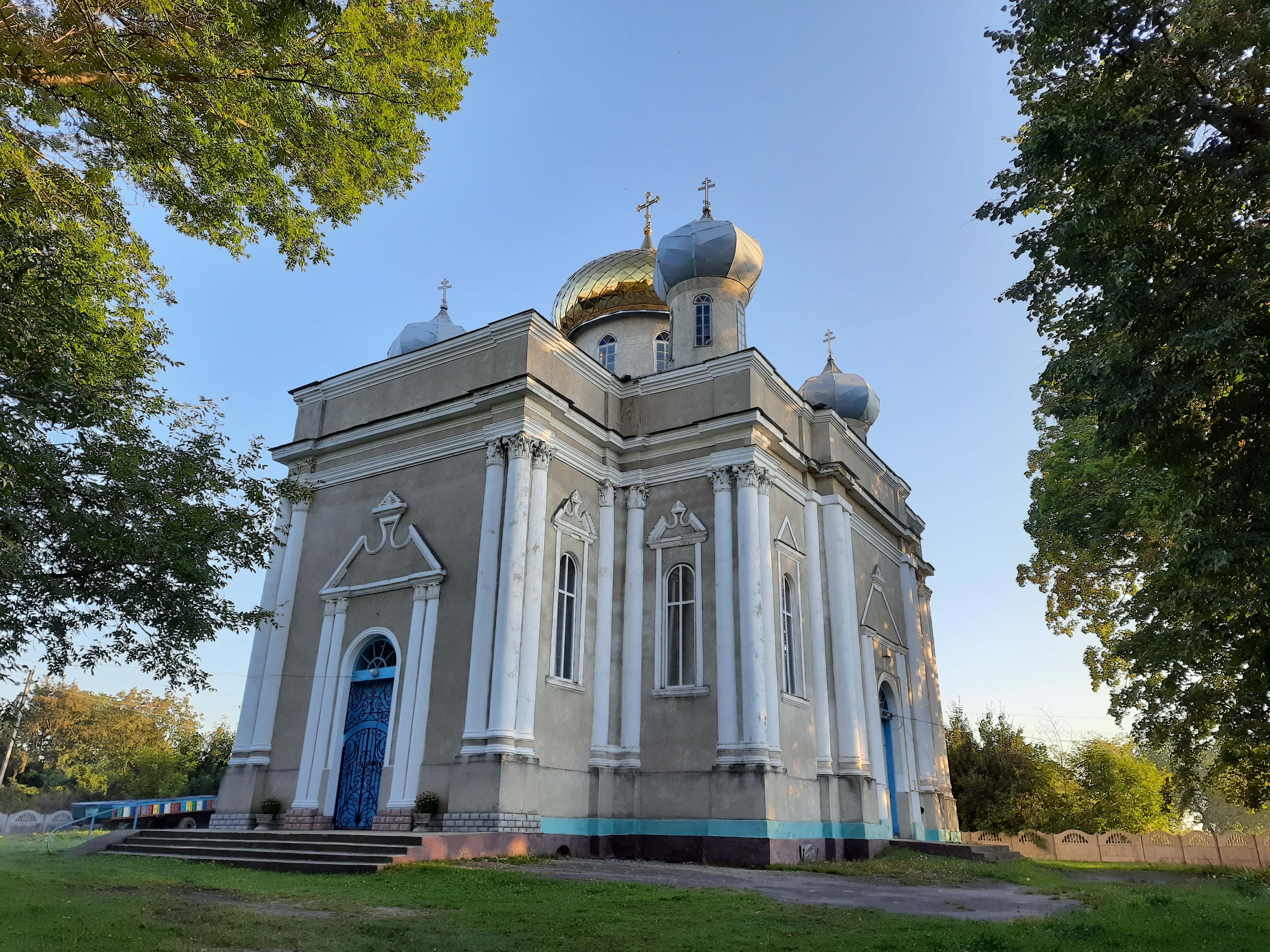
Іоанно-Богословська церква

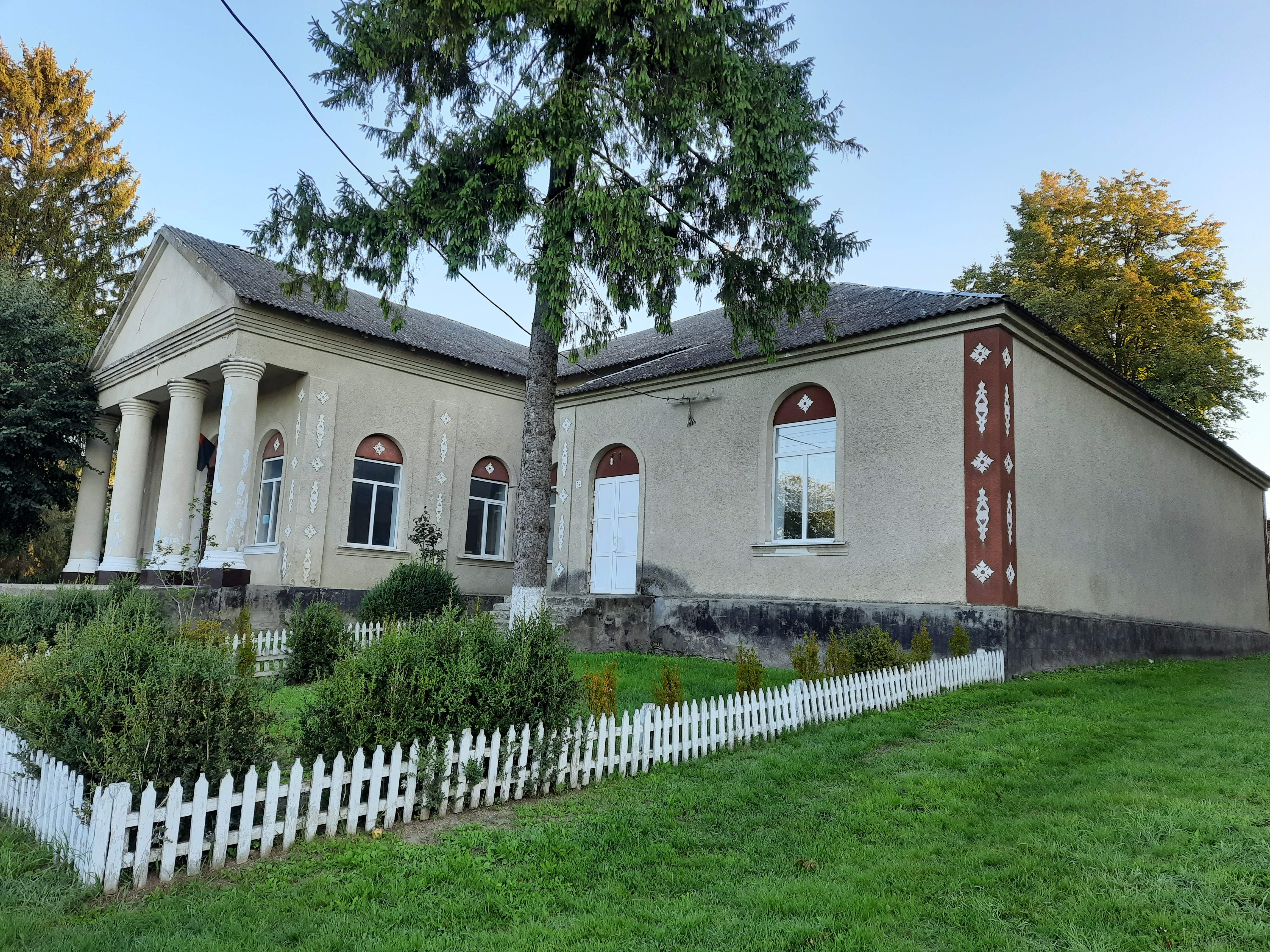
Будинок культури

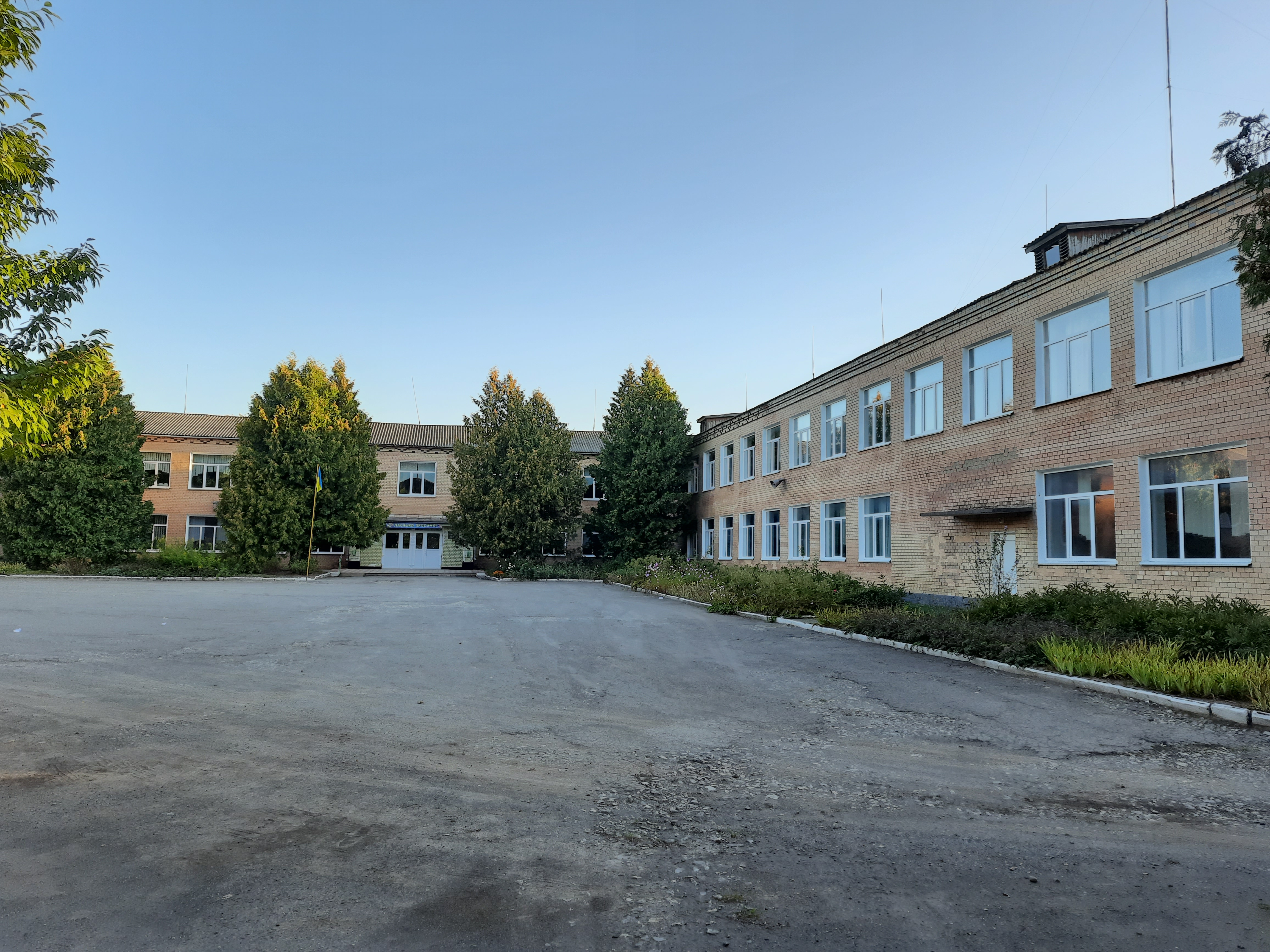
Школа

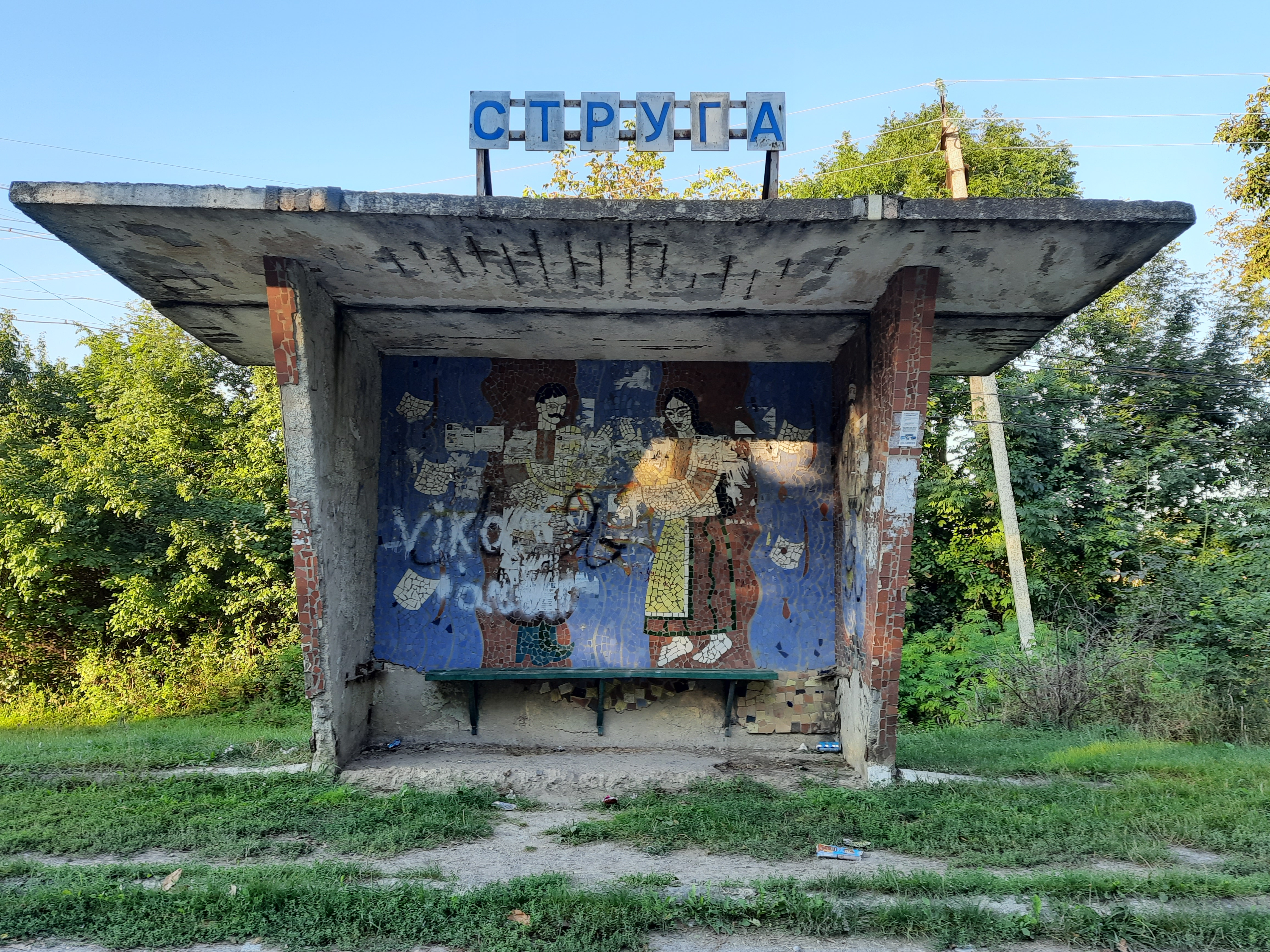
Автобусна зупинка

Стру́га — село в Україні, у Новоушицькій селищній територіальній громаді Кам'янець-Подільського району Хмельницької області.

## Загальні відомості
Село розташоване у багатій на водні об'єкти місцини: по правий бік від Струги протікає долиною Калюс. На півночі межує з селом Каскада, майже передмістям Нової Ушиці, на схід від села розташоване село Мала Стружка, на півдні Куча.
В селі діють нова типова школа, будинок культури, лікарська амбулаторія, дитячий навчальний заклад, аптека, відділення зв'язку, млин, лісництво (також тут знаходиться пилорама), розвинута мережа закладів торгівлі.
Народна самодіяльність представлена танцювальними колективами «Козаченьки» і «Посмішка» та вокальною групою «Вишиванка».

## Історія
На місцевості, де виникло село Струга і присілок Струзький Яр, люди жили дуже давно, ще за доби палеоліту, неоліту, трипільської і черняхівської культур. За 2,5 км на північ від села, за 1 км від лівого берега р. Калюс у давнину знаходилось трипільське поселення, на якому знайдено уламки кераміки, двох зернотерток, частково шліфовану сокиру. Також тут є 2 кургани, з них один, великий, на урочищі «Велике поле», а інший, середньої величини — в урочищі «Побите».
Сама назва цього села і присілка Струзький Яр походить від слова «струмок, потік». Такі пояснення подаються в «Словаре української мови» Грінченка і «Топоніміка в школі» С.Бабишина.
Аналіз документів польських королів Владислава ІІ (1434–1444 рр.), Казимира VI (1447–1492 рр.), Сигізмунда ІІ (1530–1572 рр.) про збільшення прав та вольностей польських та руських феодалів, подальше закріпачення селян дають стверджувати, що село Струга вже було в наявності під 1447 рік. В історичних документах воно згадувалось 1530–1540 рр. як спустіле село. В 1566 р. входило до складу королівських маєтків Кам'янецького староства.
Під час війни 1648–1654 рр. через село проходили війська Богдана Хмельницького. В 1672 році прийшли турки і були тут 27 років (1672–1699). В 1702–1704 рр. струзькі селяни брали участь у селянсько-козацькому повстанні проти Польщі під проводом Федора Шпака, Семена Палія і Захара Іскри.
В 1842 році село назавжди перейшло у відання Казенної палати, яка існувала в 1775–1917 рр.
В 1754 р. в Струзі на кошти парафіян була збудована невеличка дерев'яна церква, в 1848–1853 рр. на кошти казни була збудована нова кам'яна п'ятикупольна церква. В 1814 році в Струзі був збудований на кошти Казимира Стемповського кам'яний римо-католицький костел.
В 1844 році в селі відкрита школа, яка називалась сільським училищем.
Після громадянської війни в Струзі був створений орган державної влади, діяв комітет незаможних селян, комісія допомоги голодуючим Півдня України. В 1929 році в селі організований колгосп.
На початку липня 1941 року село було окуповане німецькими військами і було під окупацією до 26 березня 1944 року.
З 1991 року в складі незалежної України.
20 серпня 2015 року шляхом об'єднання сільських рад, село увійшло до складу Новоушицької селищної громади. Об'єднання в громаду має створити умови для формування ефективної і відповідальної місцевої влади, яка зможе забезпечити комфортне та безпечне середовище для проживання людей.
До адміністративної реформи 19 липня 2020 року село належало до Новоушицького району, після увійшло до складу Кам'янець-Подільського району.

### Часи Голодомору на селі
За даними офіційних джерел (тогочасних ЗАГСів, які хоч і не завжди реєстрували правдиву кількість померлих, саме від голоду, бо було заборонено вказувати, що людина померла голодною смертю) в селі в 1932–1933 роках загинуло близько 13 жителів села. На сьогодні встановлено імена лише 7 осіб. Мартиролог укладений на підставі поіменних списків жертв Голодомору 1932–1933 років, складених Струзькою сільською радою згідно даних місцевого РАГСу (хоча й звіритися з конкретними документальними свідченнями стає майже неможливо, оскільки не всі вони дійшли до наших днів, в силу різних обставин Поіменні списки зберігаються в Державному архіві Хмельницької області.
Кількість померлих і їх особисті дані не є остаточними, оскільки не всі дані збереглися і не все заносилося до книг обліку тому є ймовірність, того, що мартиролог Голодомору в селі буде розширений

### Пам'ятки культурної спадщини
- Пам'ятний знак на честь воїнів-односельчан (1941–1945 рр.), братська могила радянських воїнів (1944 р.).
- Іанно-Богословська церква (мур.), діюча, 1850 р.
- Костьол (мур.), діючий, сер. XIX ст.

## Населення
Населення становить 1399 осіб (із 738 дворів).

### Мова
У селі поширені західноподільська говірка та південноподільська говірка, що відносяться до подільського говору, який належить до південно-західного наріччя.
Розподіл населення за рідною мовою за даними перепису 2001 року:
| Мова                | Відсоток |
| ------------------- | -------- |
| українська          | 98,63%   |
| російська           | 1,19%    |
| інші/не визначилися | 0,18%    |

## Релігія
- Церква Іоанно-Богословська (УПЦ МП)
- Костел Усіх Святих (РКЦ)

## Відомі люди
- Огороднік Анатолій Петрович — голова Чернівецького обласного апеляційного суду.
- Войнаренко Михайло Петрович — доктор економічних наук (1995), професор (1996).
- У селі помер український етнограф і фольклорист Андрій Іванович Димінський (1829–1905).
- Василенко Василь Олексійович — кандидат фізико-математичних наук (2009).

## Символіка

### Герб
Затверджений 20 грудня 2010р. рішенням №4 сесії сільської ради. Автор - В.М.Ільїнський. Герб села є промовистим.
У золотому щиті колода натурального кольору в стовп, з зеленими дубовим листям на гілках. Поверх усього срібна пилка (струг). В лазуровій главі золоте шістнадцятипроменеве сонце без обличчя. Щит облямований золотим декоративним картушем і увінчаний золотою сільською короною.

### Прапор
Прямокутне полотнище складається з трьох частин. Верхня половина прапора блакитного кольору, середня – жовтого кольору, нижня – синього кольору. З лівого боку зображено колоду коричневого кольору з зеленим дубовим листям на гілках, поверх колоди срібний струг. Адже, здавна жителі займались обробкою деревини й основним робочим інструментом був струг. Синій колір символ струмка, від якого походить назва села Струга. Блакитний – колір неба, височини устремлінь, вдосконалення духу, жовтий – могутність, багатство та родючість.